# El Progreso (departamento)
El Progreso é um dos 22 departamentos da Guatemala, país da América Central. Sua capital é a cidade de Guastatoya.

## Municípios
1. El Jícaro
2. Guastatoya
3. Morazán
4. San Agustín Acasaguastlán
5. San Antonio La Paz
6. San Cristóbal Acasaguastlán
7. Sanarate
8. Sansare